# Eleni Kordolaimi
Eleni Kordolaimi (griechisch Ελένη Κορδολαίμη, * 7. März 1993) ist eine griechische Tennisspielerin.

## Karriere
Kordolaimi, die mit sechs Jahren das Tennisspielen begonnen hat, bevorzugt dabei den Hartplatz. Sie spielt bislang ausschließlich Turniere auf dem ITF Women’s Circuit, bei denen sie bislang fünf Einzel- und elf Doppeltitel gewonnen hat. Ihr erstes Turnier als Profi absolvierte sie im März 2008 als 15-Jährige in Patras, einem mit 50.000 US-Dollar dotierten ITF-Turnier.
Im Jahr 2017 spielte Kordolaimi erstmals für die griechische Fed-Cup-Mannschaft; ihre Fed-Cup-Bilanz weist bislang 3 Siege bei 2 Niederlagen aus.

## Turniersiege

### Einzel
| Nr. | Datum          | Turnier             | Kategorie   | Belag     | Finalgegnerin      | Ergebnis       |
| --- | -------------- | ------------------- | ----------- | --------- | ------------------ | -------------- |
| 1.  | 6. Juli 2014   | Scharm asch-Schaich | ITF $10.000 | Hartplatz | Jan Abaza          | 7:61, 3:6, 7:5 |
| 2.  | 10. Juli 2016  | Scharm asch-Schaich | ITF $10.000 | Hartplatz | Ana Bianca Mihăilă | 7:66, 6:3      |
| 3.  | 30. Juli 2017  | Scharm asch-Schaich | ITF $15.000 | Hartplatz | Mayer Sherif       | 6:4, 3:6, 6:2  |
| 4.  | 6. August 2017 | Scharm asch-Schaich | ITF $15.000 | Hartplatz | Nika Shyikouskaya  | 6:2, 6:3       |
| 5.  | 10. Juni 2018  | Hammamet            | ITF $15.000 | Sand      | Alice Ramé         | 6:1, 7:5       |

### Doppel
| Nr. | Datum            | Turnier             | Kategorie   | Belag             | Partnerin           | Finalgegnerinnen                              | Ergebnis         |
| --- | ---------------- | ------------------- | ----------- | ----------------- | ------------------- | --------------------------------------------- | ---------------- |
| 1.  | 31. Mai 2014     | Scharm asch-Schaich | ITF $10.000 | Hartplatz         | Susanne Celik       | Sabrina Bamburac Arabela Fernández Rabener    | 6:1, 7:62        |
| 2.  | 7. Juni 2014     | Scharm asch-Schaich | ITF $10.000 | Hartplatz         | Susanne Celik       | Elena-Teodora Cadar Arabela Fernández Rabener | 7:5, 6:2         |
| 3.  | 9. Juli 2016     | Scharm asch-Schaich | ITF $10.000 | Hartplatz         | Kateryna Sliusar    | Mirabelle Njoze Shweta Chandra Rana           | 6:2, 7:5         |
| 4.  | 30. Juli 2016    | Scharm asch-Schaich | ITF $10.000 | Hartplatz         | Shweta Chandra Rana | Ola Abou Zekry Kateryna Sliusar               | 4:6, 7:5, [10:5] |
| 5.  | 3. November 2017 | Sunderland          | ITF $15.000 | Hartplatz (Halle) | Maia Lumsden        | Alicia Barnett Sarah Beth Grey                | 2:6, 6:2, [11:9] |
| 6.  | 14. April 2018   | Scharm asch-Schaich | ITF $15.000 | Hartplatz         | Tara Moore          | Rutuja Bhosale Kanika Vaidya                  | 6:4, 6:1         |
| 7.  | 2. Juni 2018     | Hammamet            | ITF $15.000 | Sand              | Alice Ramé          | Pia Čuk Eliessa Vanlangendonck                | 6:2, 6:3         |
| 8.  | 9. Juni 2018     | Hammamet            | ITF $15.000 | Sand              | Alice Ramé          | Merel Hoedt Eliessa Vanlangendonck            | 6:2, 6:2         |
| 9.  | 29. Juni 2018    | Périgueux           | ITF $25.000 | Sand              | Elixane Lechemia    | Cristina Bucsa Maria Fernanda Herazo Gonzales | 6:4, 3:6, [11:9] |
| 10. | 12. Januar 2019  | Fort-de-France      | ITF W15     | Hartplatz         | Alice Tubello       | Emily Appleton Dalayna Hewitt                 | 6:3, 5:7, [10:4] |
| 11. | 5. November 2022 | Monastir            | ITF W15     | Hartplatz         | Merna Refaat        | Océane Babel Frankreich                       | 6:3, 0:6, [10:8] |